# Georges Marciano
Georges Marciano, né le 28 janvier 1947 à Marseille est un entrepreneur, styliste, collectionneur d'art et philanthrope. 
Il est le fondateur de Guess Inc. dont il a été le directeur du design de 1981 à 1993, date à laquelle il quitte la compagnie.
Depuis 2008, il est le propriétaire du LHotel à Montréal, hôtel reconnu pour sa collection d’art.

## Biographie
Georges Marciano est né le 28 janvier 1947 à Marseille et a grandi au Maroc d'où sa famille est originaire.  
Il grandit ensuite à Paris puis à Marseille avec ses trois frères et sa sœur, Armand, Maurice, Paul et Jacqueline.

## Carrière professionnelle

### MGA
En 1973, il fonde la compagnie MGA (nom faisant référence aux initiales des prénoms des trois frères les plus âgés : Maurice, Georges et Armand), spécialisée dans la confection de cravates.
La compagnie se diversifie petit à petit dans le prêt-à-porter et ouvre jusqu’à une trentaine de magasins saisonniers dans le sud de la France.

### Guess Inc.
À la suite d’un voyage aux États-Unis et de changements politiques en France, Georges Marciano immigre à Los Angeles en 1981 avec 5 000 $ d’économies.
Il ouvre un premier magasin MGA à Beverly Hills dès son arrivée. Alors qu’il ne parlait pas un mot d’anglais, il observe un panneau publicitaire « Guess where’s the best Hamburger ? Big Boy » et décide de renommer la compagnie « Guess ». « Guess, je ne savais même pas ce que ça voulait dire, mais je trouvais que ça se disait bien dans toutes les langues,, ».
Il sera rejoint un an et demi plus tard par ses frères Armand, Maurice et Paul à qui il offre des parts de la compagnie. Georges Marciano reste alors responsable du design, Maurice du développement des produits, Armand de la distribution et Paul de la publicité.
Percevant un manque de choix dans les marques de jean de designer unisexe et contre l’avis de son entourage, Georges Marciano décide de produire et de vendre des jeans délavés, à l'époque inconnus aux États-Unis, mais populaires en France. Le marketing ingénieux de Georges, associé aux designs innovants de la marque (plus clairs, matériaux plus doux et style plus cintré) ont permis l’essor rapide de la compagnie, qui enregistre près de 6M$ de chiffre d'affaires dans sa première année d’opération.
Un de leurs premiers modèles, le jean Marilyn à trois zips vendu chez Bloomingdale's est le premier de nombreux succès.
Georges segmente ses collections à travers une approche commerciale pour diversifier l’entreprise et soutenir sa croissance :  Baby Guess, Guess Men, Guess Kids, Guess Knitwear, Watches...
À partir de 1984, les frères Marciano repensent l'image de la maison Guess, avec d'abord le photographe Wayne Maser et ensuite Ellen von Unwerth, qui immortaliseront plusieurs des mannequins les plus célèbres pour des publicités Guess : Deirdre Maguire, Claudia Schiffer, Eva Herzigova, Anna Nicole Smith, Amber Heard, Kate Upton, Elsa Hosk...
Georges Marciano quitte la compagnie Guess en 1993 à la suite d'un malentendu avec ses frères quant à la stratégie de distribution de la marque. Il vend alors sa participation de 40 % dans Guess à ses frères pour 214,2 M$.

### Prix et distinctions
Georges Marciano a reçu divers prix et distinctions pour son ingéniosité et sa créativité tout au long de sa carrière : 
- En 1985, Georges Marciano a reçu un prix au « Dallas Fashion Show[3] ».
- En 1987 Georges Marciano a été élu « designer californien » de l’année par le Musée d'art du comté de Los Angeles pour ses designs chez Guess[7].
- Georges Marciano a également reçu le prix « Otis Parson's Fashion Achievement » de la part de l'Otis College of Art and Design de Los Angeles[8].
- L'ancien maire de Los Angeles Tom Bradley a nommé le 12 avril « Marciano Day » pour ses nombreuses contributions philanthropiques à l'égard de la Police et des Pompiers de Los Angeles[8].
- Ses publicités télévisées pour Guess ont également reçu divers prix : « Chicago Apparel Center Fashion Award » ; « London's International Advertising Award » ; « Creative Circle Advertisement Award »[9].

## L'après-Guess
Georges Marciano est le propriétaire du diamant Chloé (84,37 carats), acheté le 14 novembre 2007 au prix de 16.2M$. L’appellation « Diamant Chloé » est un hommage au prénom de la fille de Georges Marciano. C’était à l’époque le deuxième diamant le plus cher jamais vendu aux enchères.
Il est aussi le propriétaire du LHotel, situé dans le Vieux-Montréal, depuis 2008. Il y expose une partie de sa collection d’art privée qui regroupe près de 250 pièces, accumulée au fil de son expérience en tant que marchand d'art. Sont exposées des œuvres originales de Warhol, Lichtenstein, de Kooning, Robert Indiana, Motherwell, Christo, Miró, Chagall, Cesar, Botero...
Il possède également le domaine du Soleil à Sainte-Cécile-de-Milton proche de Granby, qui comprend 6 000 pommiers et une érablière de 4 000 arbres.

## Affaires de justice
Georges Marciano a été condamné le 2 octobre 2009 à verser 260M$ à des anciens employés à la suite d'un jugement de la Cour supérieure de la Californie.
Cette créance de 260M$ a été réduite en 2013 à 86M$ par les tribunaux d’appel américains.